# Чжао Сянь
Чжао Сянь (кит.: 趙㬎, Zhào Xiǎn; 2 листопада 1271 — травень 1323) — шістнадцятий імператор династії Сун.

## Імена
- Власне ім'я: Чжао Сянь (спрощ.: 赵㬎; кит. трад.: 趙㬎; піньїнь: Zhào Xiǎn)
- Храмове ім'я: офіційно немає; зрідка використовується Ґунцзун (кит.: 恭宗)[4]
- Посмертне ім'я: Шанобливий, Імператор Ґун (кит.: 恭帝, Gōng Dì, Ґун-ді) — скорочене.
  - Повне: 孝恭懿聖皇帝, Xiaogong Yisheng Huangdi

## Біографія
Походив з імператорського роду Чжао. Був сином імператора Чжао Ці. Коли Чжао Сяню ще не виповнилось і трьох років, його батько помер, і він зайняв трон. Регентками при ньому стали його бабуся — імператриця Сє та мати — імператриця Цюань. Їм допомагав впливовий канцлер Цзя Шидао. В той час рух монгольських армій продовжився на південь Китаю. 1275 року армія на чолі з Цзя Шидао зазнала нищівної поразки. Спроби імператриці Сє згуртувати населення навколо імператора не дали результату. Монголи захопили область Цзяндун (частина сучасної провінції Цзянсу).
1276 року армія на чолі з монгольським воєначальником Баяном підійшла до столиці Лін'яня (сучасний Ханчжоу). За такої ситуації імператриця Сє наказала здатись і переїхала разом із малолітнім імператором до монгольського табору. Там від імені Ґун-ді було визнано васальну залежність Сун від Юань, Баяну було передано імператорську печатку. Після цього імператором Сун формально став брат Чжао Сяня Чжао Ши.
Того ж року колишній імператор переїхав до Даду (сучасний Пекін), де схилився перед Хубілаєм. Останній надав Чжао Сяню титул Їн-ґуна, згодом одружив його з монгольською принцесою. Увесь час молодята мешкали у ставці Хубілая — Шанду. Чжао Сянь не брав жодної участі у політичних, державних чи військових справах. Деякий час подорожував північно—західним Китаєм та Монголією. 1288 року за наказом Хубілая переїхав до Тибету, де став ченцем. Помер у травні 1323 року. За деякими відомостями йому наказали накласти на себе руки.

## Девіз правління
- Дею (德祐) 1275—1276